# 蒙福特圣乔治
蒙福特圣乔治（義大利語：Monforte San Giorgio）是意大利西西里大区墨西拿廣域市的一个市镇。总面积32.33平方公里，人口2948人，人口密度91.2人/平方公里（2009年）。ISTAT代码为083054。